# Ohoana (Ort)
Ohoana (Oho Ana, Ohana) ist ein osttimoresischer Ort im Suco Raiheu (Verwaltungsamt Cailaco, Gemeinde Bobonaro).
Das Dorf liegt im Westen der Aldeia Ohoana, auf einem Gebirgszug, auf einer Meereshöhe von 589 m. Eine Straße führt nach Westen in den Ort Daru Asa und nach Norden in weitere kleine Siedlungen. Südlich vorgelagert ist Ohoana der Vorort Folete. Bei Ohoana erhebt sich ein Gipfel mit dem höchsten Punkt der Aldeia (624 m).
In Ohoana befinden sich eine Grundschule und ein größerer Friedhof.